# 깟띠엔현
깟띠엔현(Huyện Cát Tiên / 縣吉仙)은 베트남 중부 고원 지방 럼동성의 현이다. 2003년 현재 이 현의 인구는 41,706명이고, 가장 인구가 많은 마족이 있는 역사적인 중심지를 포함한다. 이 현의 면적은 428km2이다. 현도는 깟띠엔 시진에 있다. 현에 있는 깟띠엔 국립공원은 유네스코에 의해 생물권보전지역으로 인정받고 있다.

## 개요
현은 중부 고원 지방의 남서쪽에 있다. 북쪽 경계인 닥럽(닥농성), 북서쪽 및 서쪽 경계는 빈프억성 부당이며, 남쪽 경계는 동나이성 떤푸현, 동쪽은 다테와 바오럼현과 경계를 이루고 있다. 동나이강의 상류 발원지가 깟띠엔현에 있다. 다정강은 깟띠엔현의 북쪽, 남쪽과 서쪽 경계를 이루고 있다.
이 지역은 중부 고원이 평원으로 사라지면서 작은 산과 언덕으로 구성된다. 평균 고도는 400m이다. 토양은 풍부하고 촉촉하다. 이 지역은 몬순 동안 종종 침수된다.
깟록(Cát Loc)으로 불리는 깟띠엔 국립공원의 북부 지역은 깟띠엔 고고학 유적지와 마찬가지로 이 지역에 있다.
2018년 기준으로, 이 지역은 2개의 시진(깟띠엔과 푸윽깟)과 9개의 사로 구성되어 있다.
인구의 91%가 농업에 종사한다. 가장 중요한 작물은 콩, 딸기, 밀이다. 버팔로도 이 지역에서 방목되고 있다.
이 현은 원래 다후아이현의 영역으로 1987년에 행정 구역 조정을 거치면서 다후아이현, 다떼현 및 깟띠엔현으로 분할되어 설립되었다.

## 행정 구역

### 시진
- 깟띠엔 시진 (Thị trấn Cát Tiên, 吉仙市鎭)
- 프억깟 시진 (Thị trấn Phước Cát, 福吉市鎭)

### 사
- 동나이트엉 사 (Xã Đồng Nai Thượng, 同狔上社)
- 둑포 사 (Xã Đức Phổ, 德普社)
- 자비엔 사 (Xã Gia Viễn, 家園社)
- 난닝 사 (Xã Nam Ninh, 南寧社)
- 프억깟2 사 (Xã Phước Cát 2, 福吉二社)
- 꽝응아이 사 (Xã Quảng Ngãi, 廣義社)
- 띠엔호앙 사 (Xã Tiên Hoàng, 仙皇社)

## 같이 보기
- 깟띠엔 고고학 유적지
- 깟띠엔 국립공원